# Kastell Faimingen
Das Kastell Faimingen (lateinisch Phoebiana) ist ein römisches Grenzkastell der älteren Donaulinie des Raetischen Limes in Faimingen (Lauingen (Donau)). Das Kastell wurde in der römischen Provinz Raetia gegründet und lag rund 34 Kilometer westlich von deren Hauptstadt Augusta Vindelicum (Augsburg).

## Lage
Phoebiana lag nahe der Einmündung des Flüsschens Brenz nördlich des Danuvius (Donau) beiderseits der heutigen Bundesstraße 16.

## Forschungsgeschichte
Die ersten Grabungen in Faimingen begannen 1888 durch den Dorflehrer Magnus Scheller legten ein Siedlung frei. Folgegrabungen u. a. durch Friedrich Drexel konnten 1901 bis 1907 Siedlungs- und Kastellreste freigelegt werden. 1970 bis 1973 fanden planmäßige Untersuchungen im heute überbauten Steinkastell statt. Die heute sichtbare Teilrekonstruktion wurde durch die Funde von 150 Werksteinen 1972 in der Brenz sowie die gleiche Anzahl von Spolien aus der Kastellmauer möglich. 1976 bis 1980 fanden im Auftrag der Römisch-Germanischen Kommission des Deutschen Archäologischen Instituts unter der Leitung von Gerhard Weber weitere Ausgrabungen statt, bei denen der Tempelbezirk freigelegt wurde.
Letztendlich Aufschluss über den Namen und Zweck der ergrabenen Befunde gaben die Funde zweier Meilensteine unter der Pfarrkirche der Nachbargemeinde Gundelfingen an der Donau im Jahr 1981 sowie eines dritten Meilensteins gleichen Inhalts im Jahr 2002 in Sontheim an der Brenz. Die auf den Meilensteinen angebrachten Inschriften stammen aus dem Jahr 212/213 und berichten von Baumaßnahmen an Straßen und Brücken im Auftrag und vermutlich auch auf Kosten des Kaisers Caracalla. Als Ziel der Straße wird der Ortsname Phoebiana genannt, der bereits aus spätantiken Schriftquellen bekannt war.

## Kastell und Vicus
In den Jahren 69 bis 79 n. Chr. erhielten römische Kohorten von Titus den Befehl, die Donau zu überqueren, weiter nach Germanien vorzudringen und einen Brückenkopf zur Sicherung des Flussübergangs zu errichten, das Kastell Phoebiana. Stationiert waren hier u. a. Teile einer berittenen Auxiliar-Einheit der Ala II Flavia. Durch ein Militärdiplom, das auf den 28. September 157 datiert ist, ist belegt, dass ein Marcus Ulpius Dignus hier im Jahr 157 Kommandeur der Ala II Flavia war.

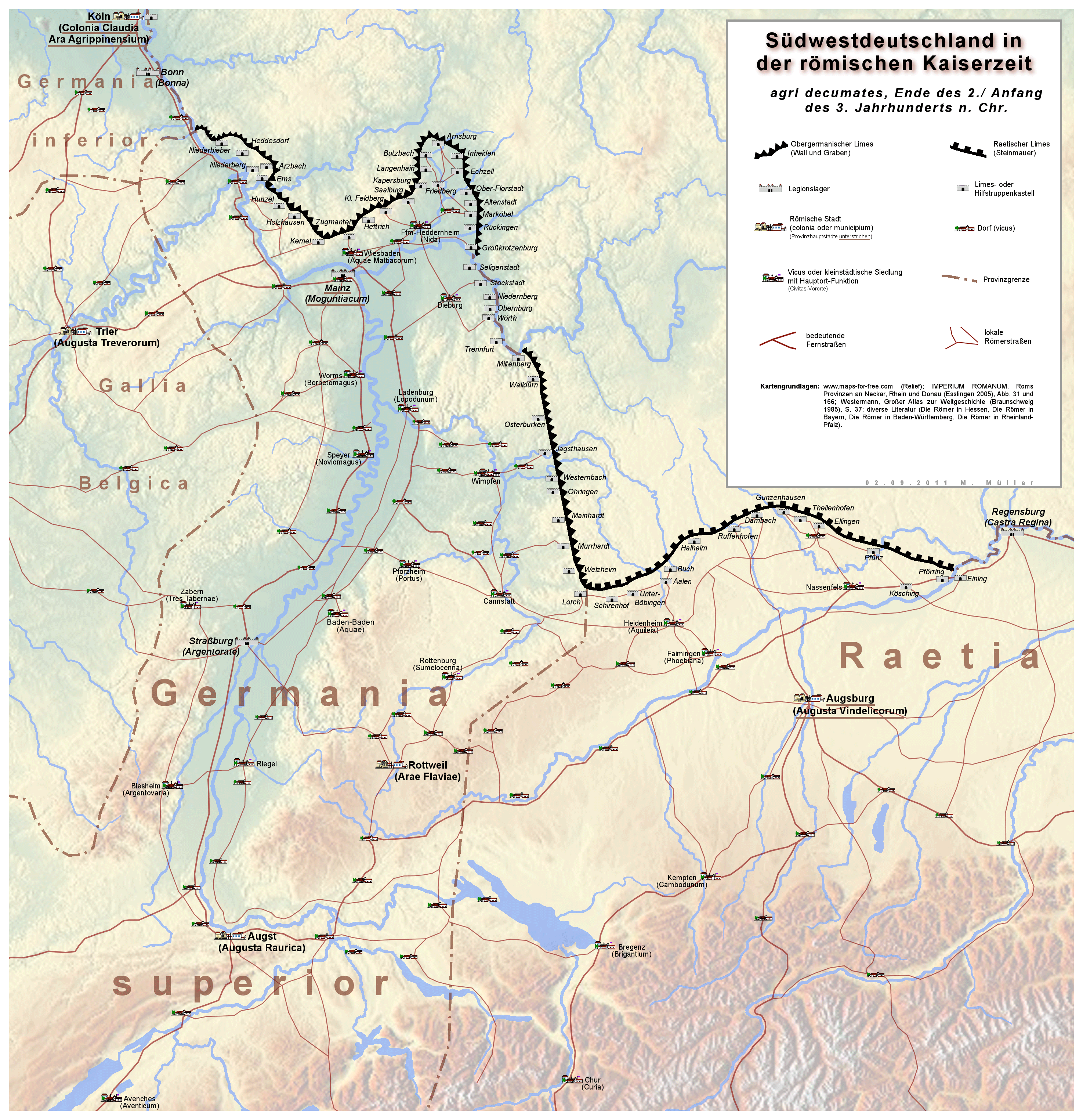
Karte mit der Lage von Phoebiana in der römischen Provinz Raetia

Phoebiana wird von dem römischen Geografen Claudius Ptolemäus erwähnt. Durch die weitere militärische Expansion nach Norden entwickelte sich Phoebiana erst zum Nachschublager und zog dann auch Siedler an. Das Straßennetz wurde verbessert. Die Siedlung (vicus) wurde zum Verkehrsknotenpunkt mit Verbindungen über Bad Cannstatt nach Mogontiacum (Mainz) beziehungsweise über die raetische Provinzhauptstadt Augusta Vindelicum (Augsburg) nach Iuvavum (Salzburg) oder Rom. In der Mitte des 2. Jahrhunderts wurde das örtliche Heiligtum des Apollo Grannus in Holzbauweise errichtet, der Baubeginn des Steingebäudes dürfte ca. 20 Jahre später anzusiedeln sein. Der Tempel war ein bekannter Wallfahrtsort und gilt mit seinen 1000 Quadratmetern als einer der größten römischen Tempel nördlich der Alpen. Auch ein Aufenthalt des Kaisers Caracalla im Jahr 212 n. Chr. ist überliefert, wobei es auch möglich ist, dass sich die Textstelle bei Cassius Dio auf das gallo-römische Quellheiligtum von Grand (Vosges) bezieht.

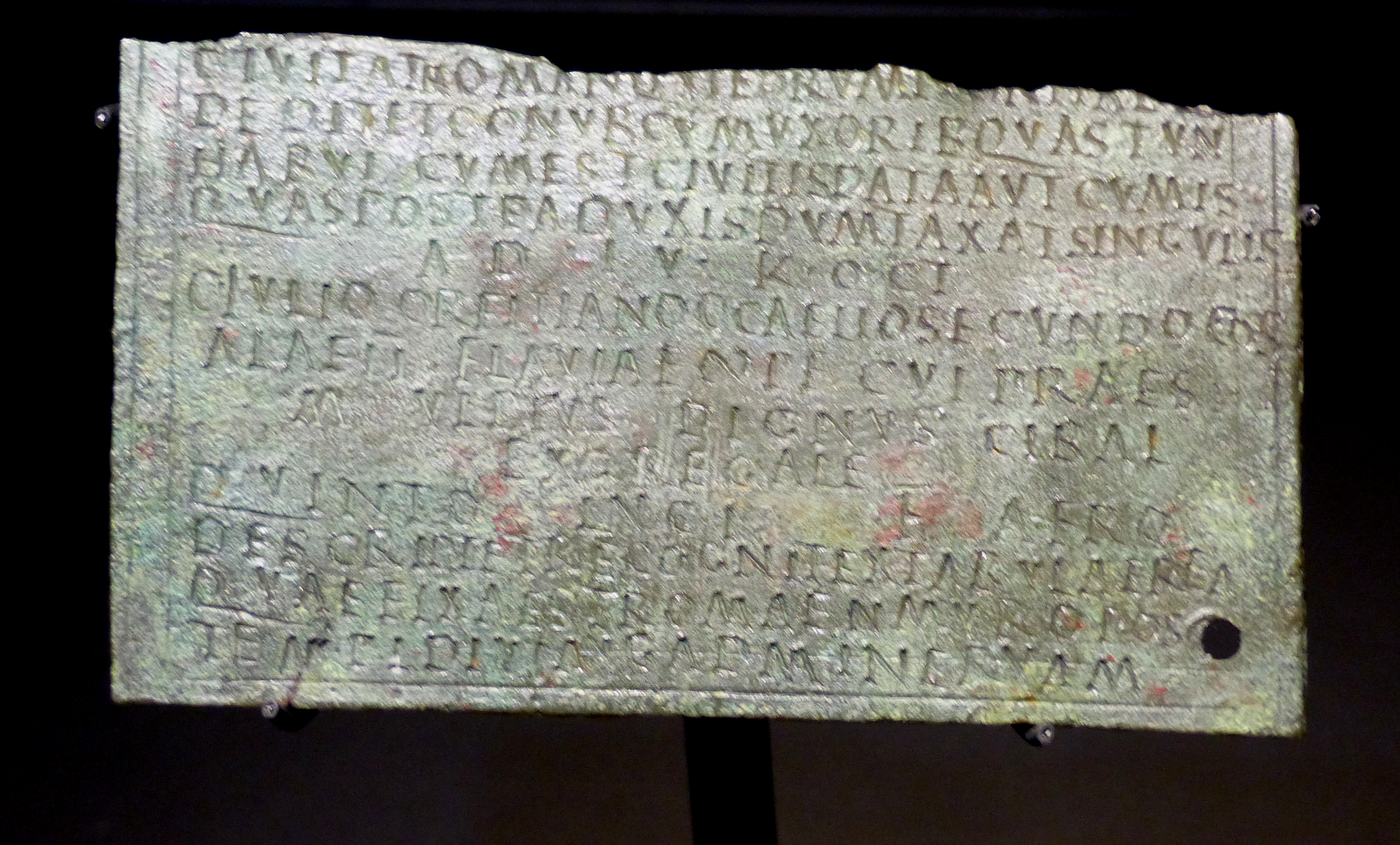
Das Militärdiplom des Marcus Ulpius Dignus

Im Jahr 213 (beim Germanenfeldzug des Caracalla) wurde wegen drohender Gefahr germanischer Einfälle nach Raetien durch eine mit Türmen und Toren versehene Mauer (burgus) und einem neu errichteten Steinkastell geschützt. Mitte des 3. Jahrhunderts rückten Roms Soldaten aus der Gegend ab. Handel und Wirtschaft gingen zurück. Alamannenstämme durchzogen Raetien. Am Südteil der ehemaligen Römersiedlung weisen Funde auf ein Haufendorf der Alamannen hin.
Die römischen Steinbauten verfielen oder wurden zerstört, die Ruinen dienten nachfolgenden Generationen als Steinbruch. Einzelne Quader wurden auch beim Bau von Kirchen der Umgebung wiederverwendet.

## Denkmalschutz
Das Kastell Phoebiana ist als Bodendenkmal in der Liste der Bodendenkmäler in Lauingen (Donau) (D-7-7428-0438) erfasst.